# إصابة الضفيرة العضدية
إصابات الضفيرة العضدية (بالإنجليزية: Brachial plexus injury)‏ أو آفاتها، يمكن أن تحدث نتيجة لصدمة أو حادث للكتف، أو حصول أورام، أو التهاب مثل التهاب العصب العضدي (بالإنجليزية: Brachial neuritis)‏. هو ضمور عضلي مؤلم، تسببه متلازمة باراسوناج تيرنر(بالإنجليزية: Parsonage–Turner syndrome)‏ غالبا ما يلي عدوى أو جراحة.

## التشخيص
عند التشخيص في البداية عندما كان المريض يعاني من ألم فقط. في وقت لاحق كان المريض يعاني من ضعف العضلات، والتي تؤثر بشكل خاص الدالية (بالإنجليزية: andserratus)‏ الأمامي (يبحر من لوح الكتف). ضمور في كثير من الأحيان يصبح بارزا. في هذه المتلازمة غالبا ما يكون هناك أكثر من واحد lesion.The عدد الخلايا البيضاء في السائل الدماغي الشوكي يظهر في بعض الأحيان. يحدث الانتعاش خلال العام المقبل وربما لا تكون كاملة. ولكن بصفة عامة، يمكن أن تصنف الآفات الضفيرة العضدية إما من خلال الصدمة (دادث ما)أو المكتسبة. والتي قد تحدث في الإصابات اثناء الولاد أو حادث ما. . وقد تنشأ الإصابة الرضية من عدة أسباب. "إن الضفيرة العضدية قد تصيب المنطقة الواقعة في اعلى الكتف إلى جانب الرأس. .
- تقييم مدى قوى العضلات
- أخذ صورة اشعة سينية للصدر
- أخذ صورة لمنطقة العمود الفقري العنقية بمرسمة الرنين المغنطيسي (mri) وصورة للحبل الشوكي بواسطة الرسم الطبقي على الكمبيوتر (ct myelography).
- قياس النشاطات الكهربائية في العضلات (electromyography).
- التسجيل بالفيديو

يجرى قياس القوى العضلية في الاذرع والايدي وتدوين النتائج من قبل الاطباء والاختصاصيين. تدون التغييرات في القوى العضلية بعد الجراحة وعند زيارات المراجعة.
تأخذ صورة الاشعة السينية في الصدر لتفحص إذا ما كان يوجد ضعف حركي في الحجاب الحاجز(diaphragm) أو اذى في الاعصاب التي تمتد اليه.
تأخذ صورة منطقة العمود الفقري العنقية بمرسمة الرنين المغنطيسي وصورة الحبل الشوكي بواسطة الرسم الطبقي على الكمبيوتر من اجل تحديد وجود جيوب سائل المخ والحبل الشوكي (pseudomeningocele) عبر امتداد جذور الاعصاب الفقرية وهذا يشير إلى فصل في جذور الاعصاب من الحبل الشوكي. نفضل التصوير بالرنين المغنطيسي لانه اقل اجتياحاً بالجسم على التصوير الطبقي للحبل الشوكي على الكمبيوتر.
صورة بالرنين المغنطيسي تظهر وجود جيوب سائل المخ والحبل الشوكي
يجرى قياس النشاطات الكهربائية في العضلات عندما يبلغ الطفل الشهرين من العمر من اجل تحديد حالة تزويد العضلات بالالياف العصبية. يوفر الفحص معلومات عن توزيع وشدة الاذى في الضفيرة العضدية وما يرافقها من الفصل أو التمزق في جذور الاعصاب. وتستعمل هذه المعلومات ايضاً لمراجعات ما بعد الجراحة. ولكن أحد الخصائص اللامرغوبة لهذا الفحص هي انه يصدر نتائج نوعية وليست كمية عن مدى تزويد الياف الاعصاب.
يستعمل تسجيل الفيديو قبل الجراحة، ستة أشهر بعد الجراحة وعند الزيارات المتابعة من اجل خلق وثائق عن مجرى تقدم كل مريض.

## شلل الضفيرة العضدية
بسبب حجم الضفيرة وتعقيدها، وبسبب قربها التشريحي إلى اجزاء كثيرة، هنالك انتشار واسع نسبيا لمتلازمات مصدرها اصابة في اجزاء الضفيرة. عند تصنيف اصابات الضفيرة يتم التمييز بين الاصابات المفتوحة الناجمة عن اصابات مخترقة، أو في اعقاب عمليات جراحية، وبين اصابات مغلقة.
من بين الاصابات المغلقة، من المهم الإشارة إلى الاضرار الناجمة عن الحوادث أو السقوط. قد تكون هذه الاضرار قابلة للإصلاح (Reversible), لكن في الحالات الصعبة بشكل خاص قد تتمزق مصادر (مخارج) الجذور وعندئذ يكون الشلل غير قابل للإصلاح (Irreversible). وتحدث اصابة مماثلة، احيانا، اثناء ولادة معقدة، تشارك فيها، غالبا، الفروع العلوية أو العلوية والوسطى من الضفيرة..
في هذه الحالات، يحدث شلل في الطرف العلوي لدى المولود، بعد الولادة مباشرة، ثم يحصل تحسن جزئي لاحقا (شلل ايرب - Erb's palsy).
اصابات الضغط أكثر شيوعا، بكثير، لدى الاشخاص الذين يعانون من اعتلالات عصبية (neuropathy) وراثية، خاصة الاعتلال العصبي الوراثي مع الميل إلى شلل ناجم عن الضغط. كما تحتمل الإصابة بالتهاب الضفيرة (ضمور عضلي مؤلم – neuralgic amyotrophy) التي تظهر بالم في الكتف ومن ثم ضعف وضمور في عضلات الذراع. ومن المتبع معالجة هذا المرض بواسطة الستيرويدات (Steroids) وتكون هذه الحالة، في الغالب، قابلة للإصلاح.
يمكن علاج هذا المرض بواسطة الستيروئيدات وفي معظم الحالات يكون قابل للإصلاح.
وثمة متلازمة أخرى هي «متلازمة مخرج الصدر» (بالإنجليزية: Thoracic outlet syndrome)‏ التي ينشا فيها ضغط عصبي على الضفيرة من أعضاء مجاورة، مثل ضلع في الرقبة أو تكثف عضلي.

## الأعراض
تظهر، في الغالب، بضعف وضمور العضلات في الطرف العلوي، بانتشار يتجاوز مجالات (حدود) التعصيب لعصب واحد.
وفي كثير من الاحيان، يظهر أيضا ألم في منطقة الرقبة والكتف، وقد يحدث اضطراب في الشعور، تبعا لموضع الإصابة.

## العمل الجراحي
قبل القيام باي عمل جراحي يتم البحث عن دلالات توحي باجراء جراحة الاعصاب الترميمية في الضفيرة العضدية مثل ː
- ليس باستطاعة الطفل ان يثني مرفقه بعكس قوة الجاذبية عندما يبلغ عمر الستة أشهر.
- ليس باستطاعة الطفل ان يحرك معصمه أو اصابعه عندما يبلغ عمر الستة أشهر.
- لا يوجد تحسن في قوى الذراع في مدة الشهرين أو الثلاثة الأولى.
- يعيد الترميم الجراحي في الضفيرة العضدية (brachial plexus) كمال القوة إلى الاذرع والايدي.
- يتغير وقت الجراحة المفضل من مريض إلى آخر.
- يتم ترميم الضفيرة العضدية بطرق مختلفة.
- ليس باستطاعة أي فحص للاطفال في فيزيولوجيا الاعصاب (neurophysiology) ان يحدد بوثوق الجزء في الضفيرة العضدية المعرضة للاذى الذي يتوجب استئصاله الجزئي وترميمه بالتطعيم الجراحي للانسجة العصبية (nerve graft).

ان اغلبية المرضى يعطي لديهم الترميم الجراحي تحسنات في وظائف الذراع ولكنه لا يعيد القوى الكاملة إلى العضلات. وبسبب هذا والاخذ بعين الاعتبار بان عدداً كبيراً من المرضى يتحسنون لدرجات مختلفة بدون جراحة، نأخذ عناية فائقة في انتقاء المرضى الذين تجرى عليهم الجراحة.
ان الوقت المفضل لاجراء الجراحة يعتمد على مدى شدة الضرر في الضفيرة العضدية. فعلى سبيل المثال، ان الأطفال الذين يعانون من فصل أو تمزق (avulsion) في جذور الاعصاب أو فتق (rupture) في الضفيرة العضدية يتطلبون تدخلاً جراحي مبكر. ومن جهة أخرى، ان الأطفال الذين يعانون من ضرر اقل شدة يظهرون تحسنات تحت المراقبة العيادية في المدة التي تتراوح بين الثلاثة والستة أشهر الأولى ولهذا يجب اعطائهم وقتاً قبل اتخاذ قرار حاجاتهم للجراحة.
.

## مراحل العمل الجراحي
تقسم الجراحة إلى ثلاثة مراحل رئيسية:
1. قطع وازالة الاقسام المعرضة للاذى الشديد في الضفيرة العضدية.
2. ترميم الضفيرة العضدية بتطعيم الانسجة العصبية.
3. ازالة الانسجة المتورمة من حول الاعصاب المعرضة للاذى (neurolysis).
قد يحتاج بعض المرضى لازالة الانسجة المتورمة فقط ولكن بناءً على تجربتنا تحتاج الاغلبية الساحقة لتطعيم الانسجة العصبية وترميم الضفيرة العضدية. وهذا لاننا نتم انتقاء المرضى الذين يعانون برأينا من اذى شديداً وعندهم احتمالية بسيطة للتعافي المقبول من غير الجراحة.
يعتمد الترميم الجراحي المباشر في الضفيرة العضدية في حالة مريض معين على موقع الضرر في الاعصاب ودرجة شدته. يجرى إعادة الترميم باستعمال التطعيم الجراحي للانسجة العصبية (nerve graft) في طرق مختلفة وعلى الجراحين ان يتخذوا قرارتهم بناءً على خبرتهم الشخصية.

## أعراض محتملة ما بعد العمل الجراحي
- استمرار وجود ضعف في الأداء الحركي للكتف.
- أذى في اعصاب الحجاب الحاجز والذي قد يسبب ضعفاً حركياً أو شللاً في الحجاب الحاجز. ان وصل الاعصاب يساعد على ازالة الضعف الحركي في المستقبل..
- أذى في الرئة في الاوعية الدموية الذي قد يسبب الاسترواح الصدري (pneumothorax). قد يسبب ايضاً ضرراً لشريان ووريد ما تحت الترقوة.
- تلوث والتهابات في الجرح
- أذى اضافي للضفيرة العضدية، مثل هبوط في القوى العضلية بعد الجراحة.

## وضلات إضافية
- Types of Brachial Plexus Injury at GetHow
- درسٌ تشريحي حول lesson3brachialplexus مُعدٌ بواسطة ويسلي نورمان (جامعة جورجتاون).
- "Brachial Plexus Injury: Description & illustrations". Cincinnati Children's Hospital, health information website. (revision 9/09 – see bottom of webpage). مؤرشف من الأصل في 28 سبتمبر 2011. اطلع عليه بتاريخ 2009-10-11. {{استشهاد ويب}}: تحقق من التاريخ في: |سنة= (مساعدة)
- Bienstock, A., & Kim, J.Y.S. (13 Updated July 2009). "Brachial Plexus Surgery article, with overview of brachial plexus injury". Emedicine. مؤرشف من الأصل في 2008-09-17. اطلع عليه بتاريخ 2009-10-11. {{استشهاد ويب}}: تحقق من التاريخ في: |تاريخ= (مساعدة)صيانة الاستشهاد: أسماء متعددة: قائمة المؤلفين (link)
- "United Brachial Plexus Network, Inc". UBPN, Inc., non-profit support website. مؤرشف من الأصل في 2019-04-27.

## انظر ايضاً
- تخدير الضفيرة العضدية
- فيديو يوضح الضفيرة العضدية على يوتيوب